# 광주서부경찰서
광주서부경찰서(光州西部警察署, Gwangju Seobu Police Station)는 광주광역시경찰청이 관할하는 경찰서 중 하나이다. 광주광역시 서구 일대를 관할한다. 광주광역시 서구 상무공원로 71(치평동 1161-4)에 있다.
서장은 총경으로 보한다.

## 연혁
- 1969년 9월 30일 	서광주 경찰서 직제 공포
- 1969년 11월 30일 	청사 준공
- 1970년 1월 4일 	개서 ( 9개 파출소 관할 )
- 1973년 7월 14일 	광주서부경찰서 개청
- 2006년 11월 27일 	광주광역시 서구 치평동 1161-4 이전
- 2006년 12월 5일 	신청사 준공

## 관할 파출소 및 지구대
광주서부경찰서는 3개의 지구대와 4개의 파출소를 산하에 두고 있다.
| 명칭       | 사진 | 주소          | 관할구역 | 치안센터     |
| ---------- | ---- | ------------- | -------- | ------------ |
| 상무지구대 |      | 상무공원로 60 |          | 유덕치안센터 |
| 금호지구대 |      | 운천로 30     |          | 서창치안센터 |
| 풍암파출소 |      | 풍암1로 33    |          |              |
| 농성파출소 |      | 화정로 316    |          | 양동치안센터 |
| 동천파출소 |      | 유림로98길 6  |          |              |
| 화정지구대 |      | 화운로 160    |          |              |
| 염주파출소 |      | 염화로 134-18 |          |              |